# ボックスベルク (バーデン)
ボックスベルク (ドイツ語: Boxberg, ドイツ語発音: [ˈbɔksbɛrk] ( 音声ファイル)) はドイツ連邦共和国バーデン＝ヴュルテンベルク州マイン＝タウバー郡に属す市。

## 地理
ウムプファー川の渓谷に位置するボックスベルクは、周辺のバウラントに点在する12の地区と共にボックスベルク市を形成しており、その市域は高度海抜150 mから400 mにかけて広がっている。

### 気候
年間平均降水量は626 mmである。これは、ドイツの全国平均よりも約25%低い値である。最も乾燥する月は2月、湿潤な月は6月である。2月と6月とでは降水量に約1.9倍の差がある。

### 市の構成
ボックスベルクには、かつて独立した自治体であったアンゲルトゥルン、ボブシュタット、エップリンゲン、クップリヒハウゼン、レンゲンリーデン、オーバーシュプフ、シュヴァブハウゼン、シュヴァイゲルン、ウイフィンゲン、ウンターシュプフ、ヴィンディシュブーフ、ヴェルヒンゲンが属す。

## 歴史
ボックスベルクはおそらく600年頃に創設された。メロヴィング朝時代の出土品が最初の入植時代を物語っている。東フランク王コンラート1世の従士であった Euboko によって集落の高台にボックスベルク城が建設された。ボックスベルク貴族家は1144年頃にこの城の城主となった。おそらく1250年頃に都市権と市場開催権を獲得したと考えられている。
都市、城、ボックスベルク家は、この地の重要な官職を担っていたヨハニター・フォン・ヴェルヒンゲンに従属するようになった。ヴュルツブルク司教ベルトルト2世フォン・シュテルンベルクはこの所領をシュヴァインベルク城と交換した。その後、騎士団はこの地域の司令部をボックスベルクに移した。

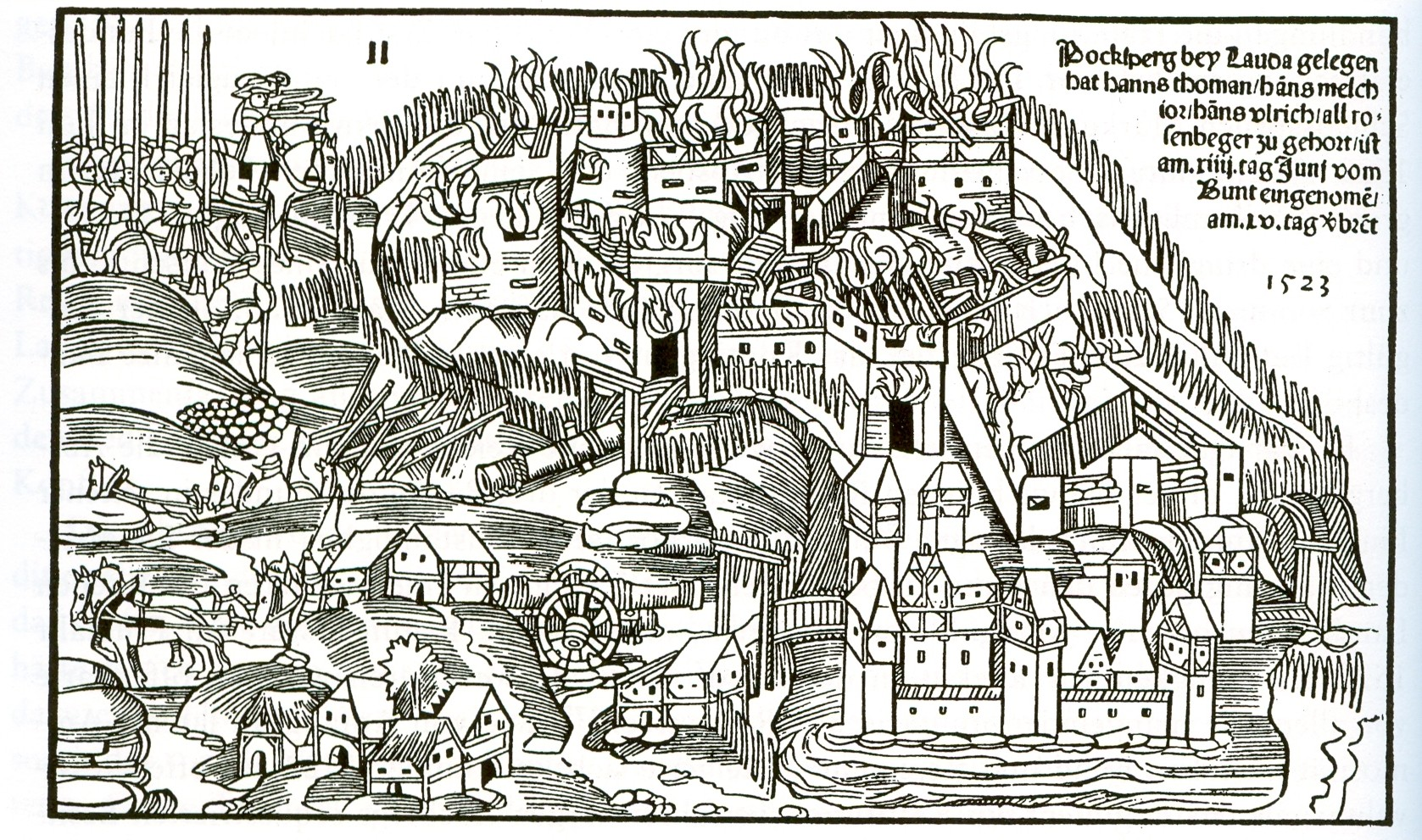
1523年のボックスベルク城の破壊

1381年にヨハニターはボックスベルクの所領をローゼンベルク騎士家に売却した。1470年、プファルツ選帝侯、マインツ選帝侯、ヴュルツブルク司教は「強盗のような」ローゼンベルクに対抗するための同盟を結び、その城を破壊した。その破壊された城の中にボックスベルクも含まれていた。その後ローゼンベルク家はボックスベルクの所領をプファルツ選帝侯のレーエンとして回復した。1523年に、帝国アハト刑を宣告されたメルヒオール・フォン・ボックスベルクとの戦闘のために、ボックスベルク城はシュヴァーベン同盟軍によって再び破壊された。その所領は新たにプファルツ家のものとなった。1548年には騎士アルブレヒト・フォン・ローゼンベルクがまたもやボックスベルクの所領を回復したが、1561年頃についにプファルツ家にこれを売却した。この間、1470年から1477年まで、および1523年から1547年まで、この都市はアムト所在地（アムトは当時の行政官庁）であった。

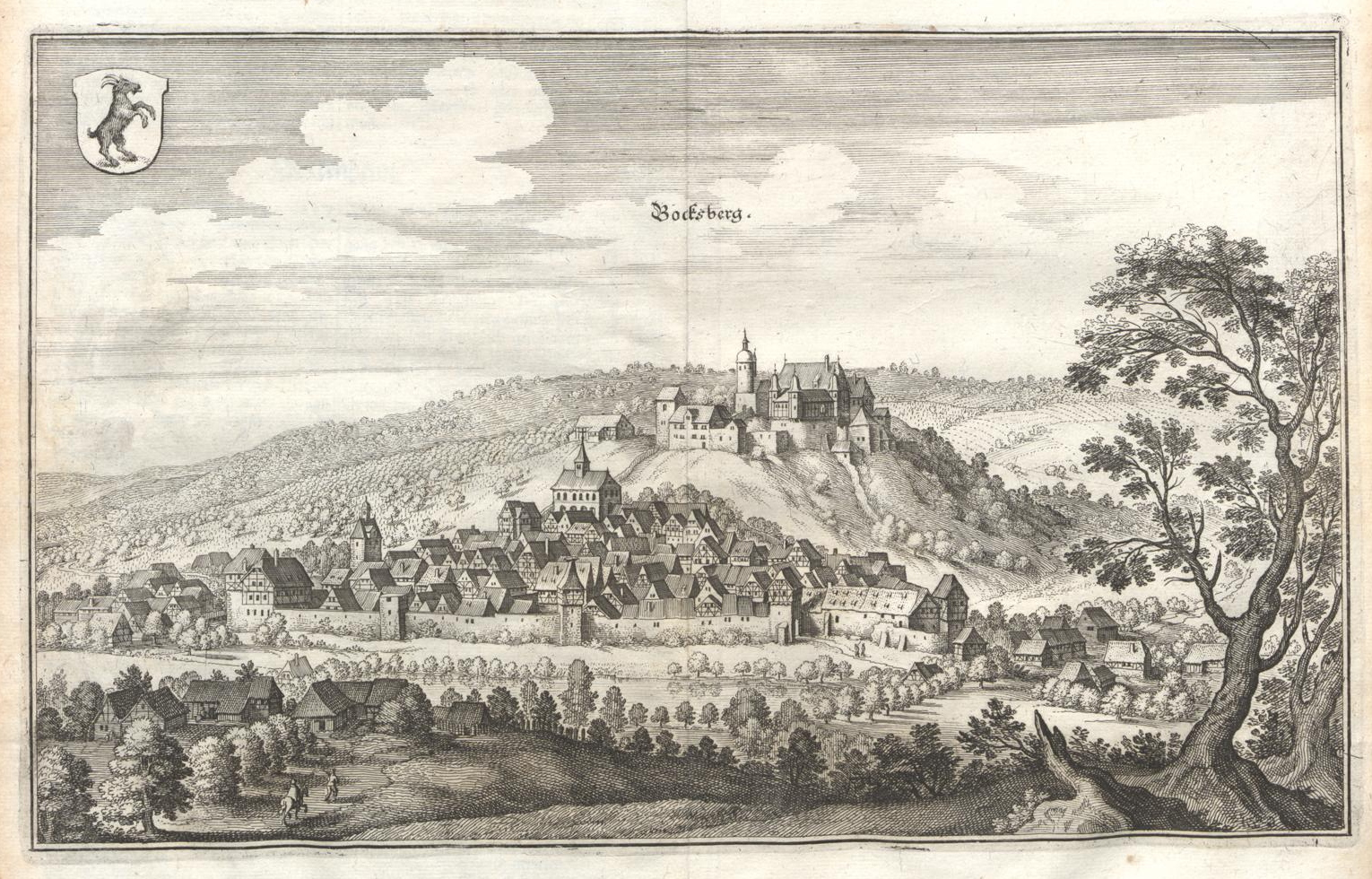
マテウス・メーリアンによる1645年頃のボックスベルク

その後ボックスベルクは長らく（1561年 - 1802年）プファルツ選帝侯領に属した。ただし一時期ヴュルツブルク司教（1691年 - 1732年）およびメルゲントハイムのドイツ騎士団（1732年 - 1740年）に質入れされていた時期がある。ボックスベルクは、1561年から1691年まで、および1740年から1802年まで、プファルツ選帝侯領のアムトあるいはオーバーアムト所在地に名前が挙げられている。
ボックスベルクは、1802年または1803年にライニンゲン侯領、1806年にバーデン大公領に属した。1802年から1924年まで（1857年から1864年まで、および1872年から1898年までの中断を挟んで）ボックスベルクは再びアムト所在地となった。1924年にこのアムトが廃止され、この都市はベツィルクスアムト・タウバービショフスハイムに属すこととなった（ベツィルクスアムトは当時の地方行政官庁）。このベツィルクスアムトから1938年にタウバービショフスハイム郡が成立した。第二次世界大戦後、ボックスベルクはまず新設されたヴュルテンベルク＝バーデン州に編入され、1952年にこの州はバーデン＝ヴュルテンベルク州へ改変された。ここでは、ボックスベルクはタウバービショフスハイム郡全域とともに、まずノルトバーデン行政管区に属した。
現在のボックスベルク市は1972年から1973年にかけて、行政改革の一環として13の旧市町村が合併して新たに成立した自治体である。ボックスベルクは、アムト所在地として何世紀にもわたり市域の大部分を管轄した歴史と伝統を有していた。また、同じ時期、1973年1月1日に郡域の再編も行われ、ボックスベルクは新設されたタウバー郡に属したが、同郡は1974年にマイン＝タウバー郡と改名された。
1980年代にボックスベルクは、ダイムラー・ベンツ・コンツェルンのテストコース建設計画に反対する市民運動「ブントシュー」（直訳すると「農民靴」で、ドイツ農民戦争の際の農民蜂起軍の旗印にちなんで命名された）によってドイツ全土で知られるようになった。連邦憲法裁判所が建設に必要な土地の接収は許されないとの見解を示したため、テストコースは建設されなかった。しかし、これよりも小さなテストコースがボッシュ・コンツェルンによって運営されている。

### 町村合併
- 1971年7月1日: クップリヒハウゼンとウンターシュプフがボックスベルクに合併した。
- 1972年12月1日: ボックスベルクがシュヴァイゲルン、ヴェルヒンゲンと合併し、新しいボックスベルク市が成立した。
- 1973年1月1日: 以下の町村がボックスベルクに合併した。アウンゲルトュルム、ボブシュタット、エップリンゲン、レンゲンリーデン、シュヴァブハウゼン、ウイフィンゲン、ヴィンディシュブーフ
- 1974年8月1日: オーバーシュプフが合併した。

## 行政

### 市議会
ボックスベルクの市議会は22議席からなる。

### 紋章
紋章の図柄は、金地に緑の三峰の山、その上に立ち上がった黒いボック（ガゼル）。
各地区の紋章

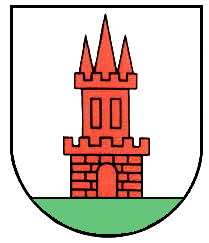
アンゲルトゥルム
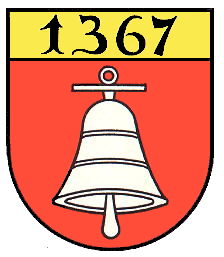
ボブシュタット
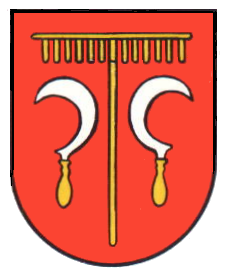
エップリンゲン
クップリヒハウゼン
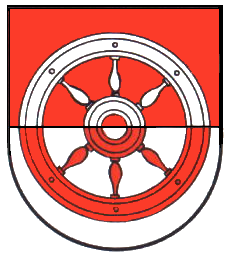
レンゲンリーデン
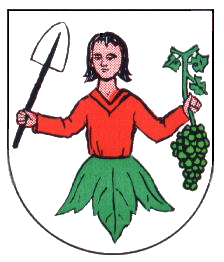
オーバーシュプフ
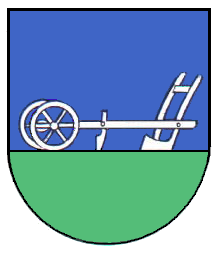
シュヴァブハウゼン
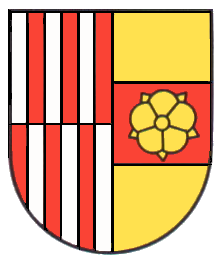
シュヴァインゲルン
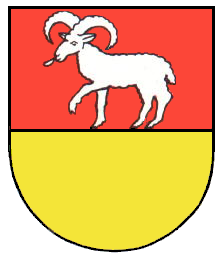
ウイフィンゲン
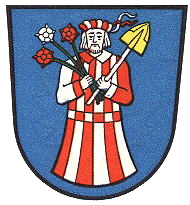
ウンターシュプフ
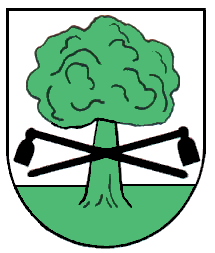
ヴィンディシュブーフ
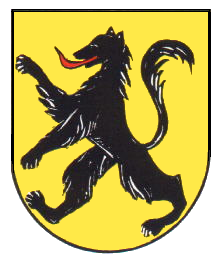
ヴェルヒンゲン

## 文化と見所

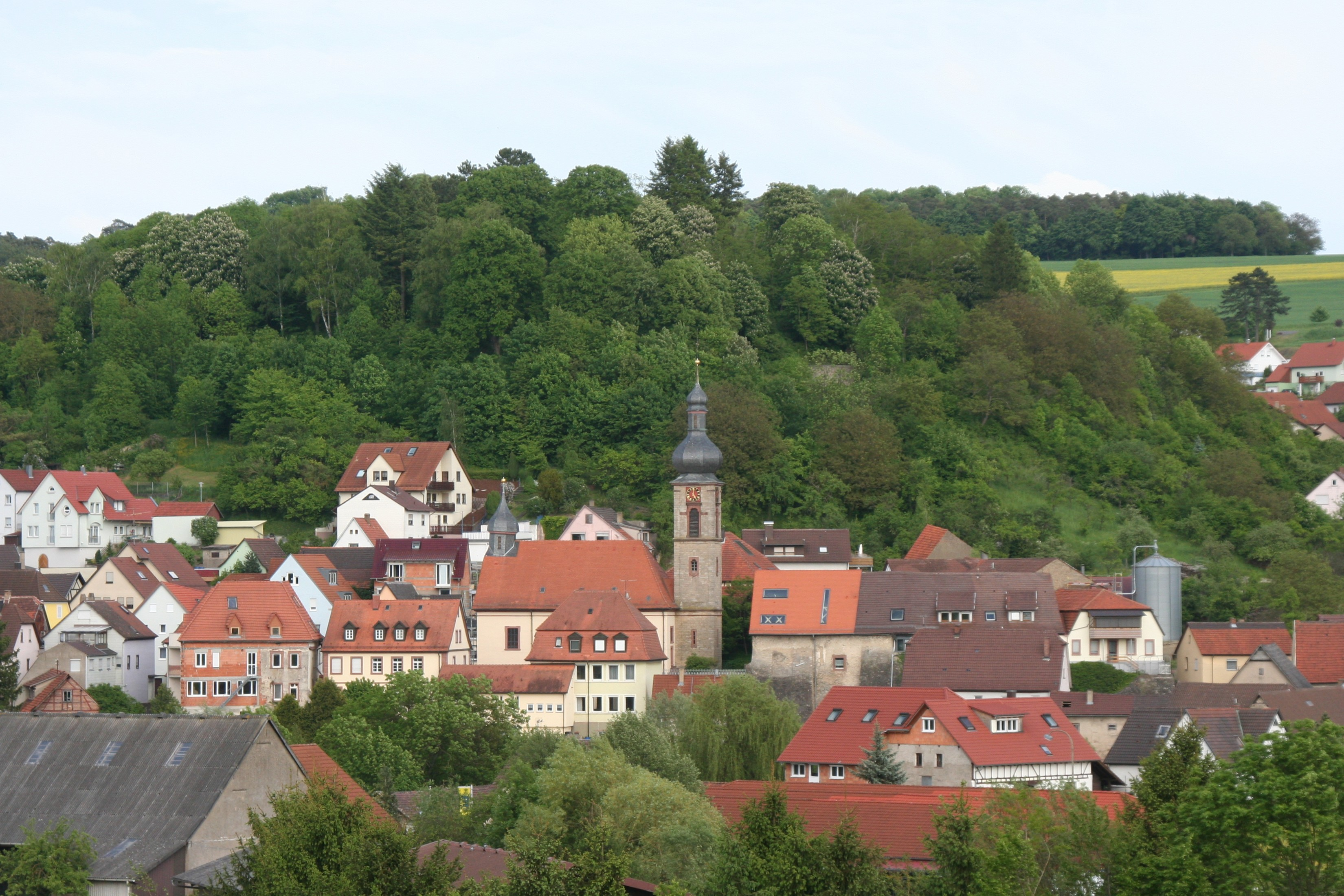
ボックスベルクの旧市街と城山

美しく、一部は大変に古い木組み建築が多くの地区で見られる。変化に富んだ混合林の中を、良く整備されて標識を備えた遊歩道が通っている。小麦栽培や、木材で焙って乾燥させた小麦粉生産が重要な農産物である。
ヴェルヒンゲン地区にあるプロテスタントのヨハネ騎士団教会は「バーデン・フランケン地方の聖堂」と呼ばれる。この教会は、おそらく1220年頃に聖ヨハネ騎士団によって建設された。
オーバーシュプフ地区には、シュプフ川の畔に12世紀に建てられたバーデンで最も古い自衛教会がある。この教会の初期ゴシック様式の壁絵（1290年頃のもの）は、ほぼ完全な形で保存されている。

### 博物館
ボックスベルクの郷土博物館（1610年建造の旧市庁舎）には農具（主に小麦粉生産道具）、武具、ユーゲントシュティール様式の家具、ボックスベルク城趾の柱頭（柱上部の装飾）、郷土研究家カール・ホフマンの暮らした部屋などが展示されている。
ボックスベルク郷土協会e.V.は、1911年から旧市庁舎でのコレクション形成を担当しており、学術論文誌「ボックスベルガー・ハイマートヘフテ」を毎年刊行している。その上、この郷土協会は博物館の五月祭として毎年特別展示（2008年は「ボックスベルクの伝承展」）を開催し、城趾の保護研究に携わっている。

## 経済と社会資本
ボックスベルクにはNATOの燃料基地があり、ウンターグルッペンバッハの燃料基地を介してCEPSパイプライン網に接続している。ウンターシュプフ地区には飛行場がある。シュヴァインゲルン地区にはホフマン・メニュー・マヌファクトゥア（ホフマン・メニュー）の本社がある。この会社は、社員食堂、病院、老人ホーム等向けの冷凍食品・生鮮食品の重要な生産者であり、ドイツとオーストリアに1200人の従業員を擁している。このうち約800人がボックスベルクに勤務している。
以前は、ラインシュテッテンにあった養豚教育・研究センターは、2006年に2100万ユーロを投資した広さ17haの新しい施設をボックスベルク市内に建設した。
ロバート・ボッシュ社はヴィンディシュブーフ地区に広さ94 haの広さのテストコースを有している。

### 交通
ボックスベルクは連邦アウトバーンA81号線（ヴュルツブルク - シュトゥットガルト）にボックスベルク・インターチェンジから直接アクセスすることができる。
ウムプファー川流域は連邦道B292号線（モースバッハ - ラウダ＝ケーニヒスホーフェン）によって結ばれている。迂回路がないため、特にシュヴァインゲルン地区やボックスベルク地区では激しい交通渋滞が起きていた。アウトバーンA81号線への接続道路がバート・メルゲントハイムまで開通したことで交通量はかなり軽減された。
ボックスベルクとヴェルヒンゲンの間にフランケン鉄道シュトゥットガルト - ヴュルツブルク線の駅がある。シュヴァインゲルン、ウイフィンゲン、ウンターシュプフにあった駅は、今はもうない。
ウンターシュプフ飛行場は、ウンターシュプフ地区の西部にある。

## 引用
1. ↑  Statistisches Landesamt Baden-Württemberg – Bevölkerung nach Nationalität und Geschlecht am 31. Dezember 2023 (CSV-Datei)
2. ↑  Max Mangold, ed (2005). Duden, Aussprachewörterbuch (6 ed.). Dudenverl. p. 214. ISBN 978-3-411-04066-7
3. ↑  Harald Fingerhut: Bundesweit einmaliges Bildungs- und Wissenszentrum. フレンキシェ・ナハリヒテン 2006年3月16日付け